# 周鹏 (篮球运动员)
周鹏（1989年10月11日—），辽宁丹东人，中国篮球运动员。现效力于深圳新世紀篮球俱乐部，兼任球队主教练。司职小前锋，也可以打得分后卫。技术比较全面，灵活度不错，可以切入内线得分，在外线也能保持相当的准度，另外防守能力比较突出，无论在俱乐部还是国家队都能担纲防守对方箭头球员的任务。

## 经历
- 1997年到2004年就读于丹东市私立冠星体校
- 2004年3月，被广东宏远看中，进入广东宏远青年队
- 2004年4月，进入国家青年队
- 2005年6月，代表男篮U18队参加美国体育发展邀请赛，场均拿下9.8分3.5板1.5抢断
- 2005年8月，随广东中学生篮球队参加第九届全国中学生运动会 决赛中88：64战胜东道主河南队夺冠
- 2005年进入广东工业大学就读工商管理专业，于2006年代表学校获得第二届大超联赛常规赛南区冠军并升入广东宏远一队
- 2008年进入男篮奥运会集训大名单
- 2009-10CBA赛事，场均得到11.1分3.4板1.1次助1.2次抢断，成为球队主力球员
- 2010年9月随国家队参加世界男篮锦标赛
- 在2012年奥运会比赛中中国队在小组赛中先后输给西班牙、俄罗斯、澳大利亚、巴西等，小组赛未能出线。
- 2013年男篮亚锦赛中中国队最终未能进入四强成为半个世纪以来男篮一队最差亚锦赛成绩。
- 2022年8月16日，正式与深圳烈豹签约[1]，并将改穿9号球衣[2]。
- 2024年6月出任深圳烈豹队的主教练兼球员。[3]